# 巴耶济德塔

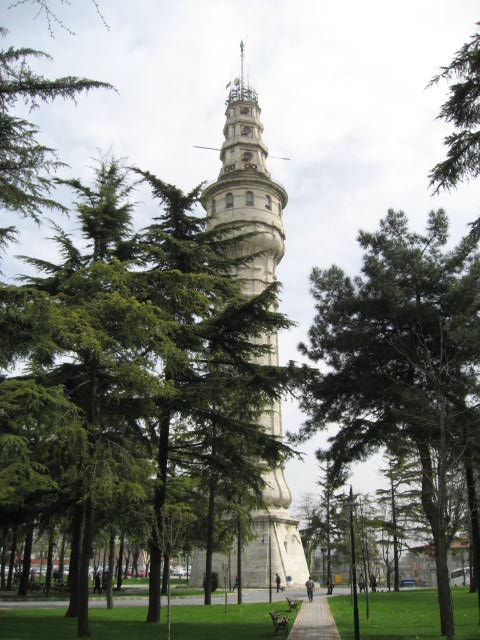
巴耶济德塔

巴耶济德塔是土耳其伊斯坦布尔一座古老的消防塔，85米高，位于巴耶济德广场（罗马帝国时期称为 Forum Tauri）伊斯坦布尔大学的校园内（从前的奥斯曼帝国战争部），在君士坦丁大帝模仿罗马建都所在的“七山”之一的山顶。 
石砌的巴耶济德塔由奥斯曼帝国苏丹馬哈茂德二世下令修建，由Senekerim Balyan设计，建于1828年，取代毁于火灾的原来的木制巴耶济德塔，旧塔由Krikor Balyan设计。